# The Creator
The Creator är en amerikansk science fiction-film från 2023. Filmen är regisserad av Gareth Edwards efter ett manus skrivet av Edwards och Chris Weitz.
Filmen hade biopremiär i Sverige den 29 september 2023, utgiven av Walt Disney Studios Motion Pictures.

## Handling
Filmen utspelar sig i framtiden där människor och artificiell intelligens utkämpar ett krig. Filmen kretsar kring Joshua, en före detta agent vars fru nyligen försvunnit. Han rekryteras för att jaga och döda Skaparen. Skaparen är arkitekten bakom den AI som har förmågan att avsluta kriget och med det även människosläktet.

## Rollista (i urval)
- John David Washington – Joshua Taylor
- Gemma Chan – Maya Fey-Taylor / Nirmata
- Allison Janney – Howell
- Ken Watanabe – Harun
- Sturgill Simpson – Shipley
- Madeleine Yuna Voyles – Alfie
- Ralph Ineson – Andrews
- Marc Menchaca – McBride